# Jozef Sixta
Jozef Sixta (12. května 1940 Jičín – 20. února 2007 Bratislava) byl slovenský hudební skladatel a pedagog.

## Život
Studoval hru na klavír a skladbu na bratislavské konzervatoři u Andreje Očenáše a Miloslava Kořínka. Pokračoval studiem skladby u Alexandra Moyzese na Vysoké škole múzických umění v Bratislavě. Absolvoval v roce 1964 a stal se pedagogem teoretických předmetů a skladby na konzervatoři. V roce 1971	absolvoval studijní pobyt v Paříži u Oliviera Messiaena a Andrého Joliveta. Od roku 1976 až do své smrti v roce 2007 vyučoval skladbu na Vysoké škole múzických umění v Bratislavě.

## Ocenění
- Cena Slovenského ochranného zväzu autorského (SOZA) - zápis do Zlatej knihy in memoriam (2010)
- Cena Jána Levoslava Bellu (za Symfonii č. 2, 1998)
- Cena Jána Levoslava Bellu (za Punctum contra punctum, 1990)
- Cena Československej kritiky (za Punctum contra punctum, 1990)
- Cena Jána Levoslava Bellu za mimoriadny prínos do slovenskej komornej tvorby v posledných rokoch, s prihliadnutím na skladbu Piano-Sonata (1986)
- Mezinárodní hudební soutěž Pražské jaro 1965 (3. cena za Sláčikové kvarteto č. 1)

## Dílo

### Orchestrální skladby
- Suita pre sláčikový orchester (1960)
- Tri skladby pre malý orchester (1962)
- Symfónia č. 1 (1964)
- Asynchrónia (1968)
- Punctum contra punctum. Kánonická skladba pre orchester (1971)
- Štyri orchestrálne skladby (1979)
- Symfónia č. 2 (1988–1989)

### Komorní hudba
- Recitatív (smyčcové trio, 1974)
- Koncertná etuda pre čembalo (1987)
- Tri fúgy pre klavír (1959)
- Štyri skladby pre klavír (1960)
- Kvinteto (1961)
- Fantázia pre klavír (1963)
- Invencia pro klarinet a klavír (1963)
- Sláčikové kvarteto č. 1 (1965)
- Variácie pre 13 nástrojov (1966–1967)
- Noneto (1970)
- Kvarteto pre štyri flauty (1972)
- Sólo pre klavír (1973)
- Okteto (1975)
- Trio pre klarinety (1980)
- Trio pre klarinet, violončelo a klavír (1981)
- Sláčikové kvarteto č. 2 (1984)
- Piano-Sonata (1985)
- Hudba pre štyroch hráčov (hoboj, klarinet, fagot a čembalo, 1988)
- Hudba pre flautu, hoboj, marimbu, vibrafón a syntezátor (1994)

Recitatív pre husle sólo (1975) pre bývalého žiaka Jozefa Toporcera (nahrávka v Československom rozhlase v Bratislave a vymazaná z politických dôvodov interpréta)